# O meio é a mensagem
A expressão "o meio é a mensagem" foi criada pelo Filósofo canadense Marshall McLuhan. Tal expressão surgiu a partir do momento em que McLuhan se propôs a analisar e explicar os fenômenos dos meios de comunicação e sua relação com a sociedade.
McLuhan, em sua obra Os Meios de Comunicação como Extensão do Homem, preocupou-se em mostrar que o meio é um elemento importante da comunicação e não somente um canal de passagem ou um veículo de transmissão. Este foi o ponto que gerou maior controvérsia em sua obra, pois até então era comum se estudar o efeito do meio quanto ao conteúdo, sem que se atentasse para as diferenças evidenciadas por cada suporte midiático (jornal, rádio, televisão, cinema, etc.). Cada meio de difusão tem as suas características próprias, e por conseguinte, os seus efeitos específicos. Qualquer transformação do meio é mais determinante do que uma alteração no conteúdo. Para McLuhan, portanto, o mais importante não é o conteúdo da mensagem, mas o veículo através do qual a mensagem é transmitida, isto é, o meio, que independente da sua utilidade, afeta a sociedade de algum modo além da finalidade para a qual foi criado. Diante disso, McLuhan ressalta a ideia de que o conteúdo de um meio será sempre outro meio. Paulo Serra em seu livro Manual de Teoria da comunicação, exemplifica que, os que estão  preocupados com o conteúdo da mensagem e com os seus “efeitos”, deixando de lado o próprio  meio, fazem lembrar um médico que se preocupa com a “doença”, mas esquece do doente.

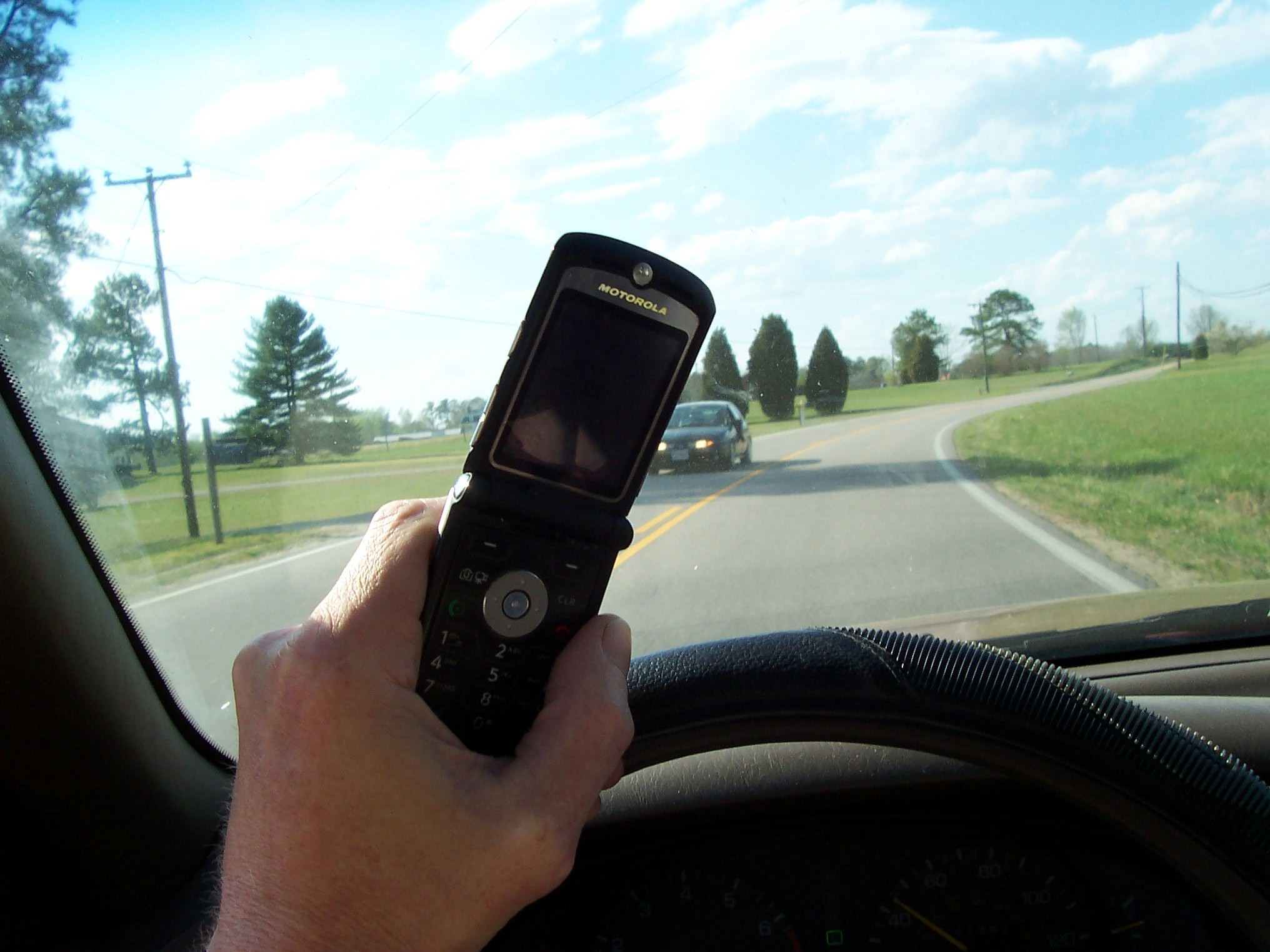
O celular utilizado para troca de torpedos e ligações seria meio.

## Contexto
Herbert Marshall McLuhan (Edmonton, 21 de julho de 1911 – Toronto, 31 de dezembro de 1980)
foi um filósofo e educador canadense e obteve os títulos de mestre e doutor em Filosofia pela Universidade de Cambridge. Seu trabalho é visto como um dos pilares do estudo da teoria da mídia, além de ter aplicações práticas nas indústrias de publicidade e televisão. Publicou aproximadamente 15 obras, dentre as quais: O meio é a mensagem, Guerra e Paz na Aldeia Global e Os meios de comunicação como extensões do homem.
Em uma tentativa de analisar e explicar os fenômenos dos meios de comunicação e o seu papel na sociedade, Marshall McLuhan, em uma das suas principais obras, Understanding Media: the extensions of man (1964), criou a expressão "o meio é a mensagem", como metáfora para a sociedade contemporânea. Ele defendia que "a mensagem é o próprio meio", e o conteúdo que ela carrega são as mudanças comportamentais e sociais que provocam nos indivíduos. O seu foco de estudo eram os veículos de comunicação, qual o meio utilizado para difundir determinada mensagem, qual a capacidade de disseminação desses meios e qual o efeito causado na vida das pessoas.[carece de fontes?]
Tomemos como exemplo a estrada de ferro, segundo a qual, de acordo com o pesquisador, mudanças significativas ocorreram na vida das pessoas e nas comunidades localizadas ao seu redor. Para McLuhan, o conteúdo de qualquer meio ou veículo é sempre outro meio ou veículo. Ele afirma ainda que independentemente do "conteúdo" que os meios veiculam, a preocupação deve ser com as suas conseqüências, que esses conteúdos vem para somar ao que já somos e pensamos.[carece de fontes?]
Assim, os meios é que carregam a própria mensagem e isso é o que deve ser analisado, e não a "mensagem" por eles veiculadas. Para McLuhan, o conteúdo da mensagem é o que menos importa.

## Determinismo tecnológico

### Conceito
O conceito de determinismo tecnológico foi criado pelo sociólogo americano Thorstein Veblen (1857-1929) e aperfeiçoado por Robert Ezra Park, da Universidade de Chicago. Em 1940, Park declarou que os dispositivos tecnológicos estavam modificando a estrutura e as funções da sociedade, noção que serviu como ponto de partida para uma corrente teórica.
Atualmente, determinismo tecnológico é a corrente mais popular entre aquelas que procuram explicar as relações entre a tecnologia e a sociedade. Ele tenta explicar fenômenos sociais e históricos de acordo com um fator principal, que neste caso é a tecnologia.[carece de fontes?]
De acordo com deterministas tecnológicos como Marshall McLuhan, Harold Innis, Neil Postman, Jacques Ellul, Sigfried Giedion, Lynn White Jr e Alvin Toffler, as tecnologias são consideradas como a causa principal das mudanças na sociedade. Eles interpretam a tecnologia, como sendo a base da sociedade no passado, no presente e até mesmo no futuro. Defendem ainda, que novas tecnologias transformam a sociedade em todos os níveis, inclusive institucional, social e individualmente.
Harold Innis, historiador e economista canadense, foi um dos pioneiros nesta corrente e influenciou profundamente a obra de McLuhan.

### Expressão do determinismo tecnológico emo meio é a mensagem
Seguidor das ideias de Innis, McLuhan diz que "Os efeitos das máquinas tecnológicas foi reestruturar o trabalho humano e associação pela técnica da fragmentação." McLuhan chama ainda de "sonâmbulos" os que dizem que é o uso que se faz das tecnologias que determina seu valor. Para ele, o poder transformador da mídia é a própria mídia. "A mensagem de qualquer meio ou tecnologia é a mudança de escala, ritmo ou padrão que introduz na vida humana.".
Portanto, para Marshall McLuhan, a evolução das culturas seria ditada pelos meios de comunicação sob a forma de novas tecnologias; isto é, seriam eles (os meios) os principais responsáveis pelas transformações que nossa sociedade passa. Sendo assim, a tecnologia seria a determinante em nossa sociedade, o que nos move e o que nos impulsiona para a mudança.[carece de fontes?]
Marshall McLuhan afirma que o meio influencia significativamente a mensagem que iremos receber, sendo assim, uma mesma mensagem é percebida por um mesmo indivíduo de formas diferentes caso ele as receba em diferentes meios.
A expressão “o meio é a mensagem” quer dizer que nós recebemos mensagens de formas diferentes dependendo de como elas nos são apresentadas, pois somos nós que influenciamos esse meio e a forma com que a mensagem será transmitida para um determinado receptor. Nós que determinamos o meio em que a mensagem será transmitida, é a sociedade que é responsável tanto pela transmissão como a recepção de mensagens. A tecnologia não determina, mas sim, proporciona mais uma forma de nos expressarmos. Se hoje a tecnologia está cada vez mais presente na forma como lidamos com nossas inter-relações é porque a sociedade foi se transformando durante anos até evoluir para esse período

## A capacidade cognitiva humana
O conjunto de encéfalo  e medula espinhal é chamado de sistema nervoso central (SNC). Neste conjunto, as informações relacionadas com os sentidos são captadas, e é também a partir deste sistema que partem as ordens para os músculos e glândulas. Por isso, o SNC é a porta de contato entre o homem e o mundo ao seu redor, e permite-nos perceber todo e qualquer estímulo e também nos faz reagir perante eles. Porém, há uma limitação no processamento dos dados, tanto no âmbito de percepção quanto de reação. Este "defeito" é uma resposta evolutiva para poupar energia e não sobrecarregar nosso cérebro, desta forma ele foca o seu trabalho no processamento das informações úteis e descarta aquelas que são menos urgentes.
Em seu livro Os meios de comunicação como extensão do homem, McLuhan descreve um dispositivo conhecido como audiac, que foi adaptado à Odontologia. Ao estimular o paciente com um barulho que aumenta gradativamente, este deixa de sentir dor de forma semelhante à vitima de bombas, granadas ou qualquer barulho violento, entram em um estado descrito como choque de guerra.[carece de fontes?]
As novas tecnologias se constituem como extensões dos sentidos do homem. Elas se projetam como próteses em nosso organismo, suprindo determinadas necessidades, e terminam por se constituir, em maior ou menor intensidade, como uma espécie de auto-amputação, uma vez que nos condicionam à sua existência. Esta condição de auto-amputação, descrita por McLuhan, nada mais é do que o entorpecimento do sistema nervoso central como uma forma de manter o equilíbrio ao aliviar imediatamente as pressões de hiperestímulos exercidos sobre o mesmo. Este mesmo princípio é interpolado aos meios de comunicação desde a fala até o computador
Quando um determinado conteúdo é passado através somente da escrita, é adicionado informações quanto à caligrafia (se é esmerada ou desleixada) e quanto à formalidade verbal. Se este conteúdo for passado por um meio radiofônico, são adicionadas informações quanto ao tom de voz e se, ainda, for por um meio de comunicação oral, também é adicionada a informação quanto a postura corporal e detrimento do menor foco quanto ao tom de voz e quanto ao conteúdo. Por isso McLuhan afirma que o meio de comunicação é a própria mensagem, e é percebida e interpretada de um modo diferente para cada meio de comunicação mesmo que a ideia inicial a ser transmitida seja a mesma.[carece de fontes?]

## O Meio é a Mensagem
Muitos se perguntam o motivo de um dos livros mais conhecidos de Marshall McLuhan “The Medium Is The Massage” (O meio é a massagem) possuir esse título ao invés de “The Medium Is The Message” (O meio é a mensagem). O filho mais velho de McLuhan, Eric McLuhan, conta que na verdade o título foi um erro tipográfico. Quando McLuhan viu o erro exclamou:"Deixe-o em paz! É grande e bem no alvo!"
O que McLuhan quis mostrar é como o meio ou o canal em que a mensagem é transmitida interfere muito mais no impacto dela, do que o próprio conteúdo, conforme ele mesmo havia teorizado. Pois, com a mudança desta última palavra, o título teria quatro leituras possíveis: message (mensagem), mess age (era da bagunça), massage (massagem) e mass age (era da massa).

## Outros conceitos do mesmo autor
Além da expressão "O meio é a mensagem", Marshall McLuhan, em sua principal obra, Understanding Media: The Extensions of Man (1964), conceituou outros aspectos importantes da mídia que tiveram grande repercussão no estudo dos meios de comunicação e seus impactos na sociedade.[carece de fontes?]

### Meios quentes e meios frios
McLuhan classifica os meios de comunicação como quentes E frios.
Os quentes são os meios que prolongam um de nossos sentidos e possuem alta saturação de dados ("alta definição"). Estes meios nos oferecem um excesso de informação sem precisar de intervenção dos demais sentidos humanos. Já os meios frios requerem um maior engajamento do espectador, fazendo-o usar vários sentidos simultaneamente. Menos informação é disponibilizada ("baixa saturação") e é necessário a intervenção dos demais sentidos para preencher os vazios deixados pelo meio.

### Os meios de comunicação como extensão do ser humano
O autor defende a ideia de que todos os meios são extensões dos sentidos humanos (chamado por ele de "prótese técnica"). Meio é definido por McLuhan como toda forma de interação social e as formas pelas quais se estabelecem relações de poder, ora por dependência, ora por cooperação e ora por dominação. Essas formas de extensões são simbióticas e nos explicam a transformação da sociedade frente às novas tecnologias que mudou nossa percepção de espaço e de tempo.[carece de fontes?]
O papel e a caneta são extensões do sentido da memória (que hoje já evoluíram para os palmtops, a roda seria extensão dos nossos pés e da habilidade de locomoção e o telefone seria a ampliação da nossa fala.

### Aldeia global
Este espaço nada mais seria que um espaço de convergência, em que toda a evolução tecnológica estivesse caminhando no sentido de formar uma aldeia, em que a qualquer distância seja possível a comunicação direta. As formas de comunicação da aldeia são essencialmente bidirecionais e entre dois indivíduos. Somente com a invenção do telemóvel e da internet é que o conceito se começa a concretizar. O princípio que preside a este conceito é o de um mundo interligado, com estreitas relações econômicas, políticas e sociais. A ideia de global é verdadeiramente ampla, uma notícia em determinado lugar do mundo pode repercutir para todos os países e ter influências econômicas, culturais e sociais.
Podemos então dizer que o isolamento cada vez maior das pessoas no mundo globalizado se deve à internet, pois por meio dela nós temos a sensação de estarmos nos relacionando com o mundo (pessoas, informações, consumo, etc.) mas na verdade estamos no ambiente isolado e individualizado de nossas residências.